# Jakov Rylskij
Jakov Anufrijevič Rylskij (* 25. října 1928 – 9. prosince 1999 Moskva, Rusko) byl sovětský sportovní šermíř, který se specializoval na šerm šavlí.
Sovětský svaz reprezentoval v padesátých a šedesátých letech. Zastupoval moskevskou šermířskou školu, která spadala pod Ruskou SFSR. Na olympijských hrách startoval v roce 1956, 1960 a 1964 v soutěži jednotlivců a družstev. V soutěži jednotlivců skončil nejlépe na čtvrtém místě na olympijských hrách 1964. Na mistrovství světa v soutěži jednotlivců získal tři tituly mistra světa v letech 1958, 1961 a 1963. Se sovětským družstvem šavlistů vybojoval v roce 1964 zlatou a v roce 1956 bronzovou olympijské medaile a s družstvem vybojoval titul mistra světa v roce 1965.